# Pernerové
Pernerové jsou tyrolský zvonařský rod, působící v Českých Budějovicích a Plzni od 18. do 20. století. V současnosti dílna sídlí v Pasově.

## Údaje o životě
Nejstarší známý zvonař z tohoto rodu, Jan Perner, pocházel z Tyrolska. V roce 1702 se přestěhoval do Plzně, kde od roku 1703 začal odlévat zvony. Po jeho smrti v roce 1741 převzal dílnu syn Jan Josef Perner, který ji vedl v letech 1741–1768, kdy zemřel.

### Budějovická větev
Syn Jana Josefa Pernera jménem Josef Perner (1747–1804) po smrti otce odešel do ciziny, v roce 1772 se usadil v Českých Budějovicích, kde převzal dílnu po zvonaři Antonínu Pöglovi, a založil tak budějovickou větev rodu Pernerů. Kromě zvonů vyráběl také cymbály, pumpy, roury a jiné kovolijecké výrobky. Jeho zvony ovšem nebyly příliš kvalitní a často musely být přelévány. Dílnu po něm vedli jeho synové Jan Karel Perner (1778–1834) a Jan Vojtěch Perner. V další generaci vedl dílnu Antonín Perner (zemřel po roc 1891) a Josef Perner. Ve čtvrté generaci byl hlavní osobností dílny Rudolf Perner (I.) (1858–1933), syn Antonína. Poté Rudolf Perner (II.) (1899–1982). V roce 1946 byl nuceně vystěhován, dílna pak byla znárodněna a působila jako součást Závodů umělecké kovovýroby. Perner pak svou dílnu obnovil v Pasově. Jeho syn Rudolf Perner (III.) (1929–1973) zemřel dříve než otec, dílnu tedy převzal vnuk Rudolf Perner (IV.) (narozen 1969), který stojí v jejím čele dodnes.

### Plzeňská větev
Dílna v Plzni nedosáhla takové proslulosti jako budějovická větev. V jejím čele stáli Petr Pavel Prokop Perner, Václav Perner (1825–1861) a Robert Perner, který krátce vedl dílnu s kotlářem Arnoštem Juránkem (firma Juránek & Perner). Robert zemřel bez mužských potomků, dílnu po něm vedli jeho zeťové Jiří Zykmund a Karel Šulc.

Vlastnictvím plzeňské větve Pernerů byl mj. známý kostel „U Ježíška“ v Plzni s přilehlou usedlostí a zahradou.

## Zvony

### Jan Vojtěch Perner
- 1839 – zvon v Horním Záhoří[2]

### Josef Perner
- 1790 – zvon v kostele Nanebevzetí Panny Marie ve Dvorech nad Lužnicí[3]

### Robert Perner
- 1895 – zvon v kapli Panny Marie v Chrástu

### Rudolf Perner II.
- 1926 — ulití 4 nových zvonů (1. Nejsvětější Trojice, tón D, 1816 kg; 2. Panna Marie, tón Fis, 805 kg; 3. svatá Alžběta, tón A, 530 kg; 4. svatá Barbora, tón H, 358 kg) pro městskou věž ve Slavonicích u kostela Nanebevzetí Panny Marie proběhlo za přítomnosti slavonického místostarosty Josefa Pabische a radních Josefa Trittnera a Prof. Dr. Theodora Deimla dne 19. února, vysvěceny byly 25. března 1926.[4]
- 1930 — pět zvonů (Marie, Ludmila, Vojtěch, Václav a umíráček) v kostele svatého Václava v Praze-Vršovicích
- 1936 — zvon pro kostel Povýšení svatého Kříže v Městě Libavé[5]

### Rudolf Perner IV.
- 1993 – dva zvony (Sv. Trojice a Sv. Vojtěch) v kostele svatého Vojtěcha v Čtyřech Dvorech (České Budějovice)[6]
- 1995 – jeden zvon pro Černou věž v Českých Budějovicích
- 2006 – dva zvony v kostele sv. Marie Magalény v Kerharticích
- 2006 – dva zvony v kostele Narození Panny Marie ve Starém Bohumíně
- 2007 – jeden zvon v kostele Narození Panny Marie ve Starém Bohumíně
- 2008 – dva zvony v katedrále sv. Václava v Olomouci
- 2001 – čtyři zvony v bazilice sv. Petra a Pavla v Praze na Vyšehradě
- 2010 – dva zvony v kostele Narození Panny Marie v Orlové
- 2006 – tři zvony v kostele Panny Marie Bolestné v Dobré Vodě u Českých Budějovic
- 2006 – jeden zvon pro kostel sv. Norberta v Praze Střešovicích
- 2005 – tři zvony pro kostel sv. Jana Nepomuckého v Hluboké nad Vltavou
- 2011 – čtyři zvony pro kostel sv. Jana Nepomuckého v Nepomuku
- 2012 – šest zvonů pro baziliku Nanebevzetí Panny Marie na Hostýně